# Legante (materiale)
Il legante è una sostanza con proprietà adesive e coesive che, impastata con altri materiali, dà origine ad una massa plastica e che subisce, con il tempo, un progressivo processo di irrigidimento fino a raggiungere un'elevata resistenza meccanica.
In edilizia vengono utilizzate sostanze cementanti per il confezionamento di conglomerati artificiali, come i calcestruzzi e le malte. 
Mentre il termine legante è principalmente usato per materiali leganti in edilizia, nel settore dell'arte e del restauro è usato anche per materiali leganti per vernici, pitture e smalti

## Caratteristiche
Nel processo di irrigidimento di un legante si distinguono due fasi. Nel corso della prima fase, chiamata presa, si passa dalla fluidità iniziale ad una massa più consistente capace di mantenere la forma impartitale. Alla presa segue l'indurimento, nel quale si verifica un continuo aumento della resistenza meccanica. La presa ha una durata che a seconda dei casi può andare da pochi minuti a qualche decina di ore, mentre l'indurimento si prolunga in un arco di tempo non definito.

## Tipi di leganti
I leganti si dividono in due grandi categorie: 
- leganti aerei: fanno presa con acqua ed induriscono a contatto con l'aria
- leganti idraulici: fanno presa ed induriscono a contatto con acqua.

### Leganti aerei
Leganti aerei tipici sono: 
- calce
- gesso

### Leganti idraulici
Vi appartengono:
- la calce idraulica
- il cemento

Questi leganti si dividono in scorificati e non scorificati.

#### Non scorificati
I leganti non scorificati contengono fino al 21% di argilla e nella fase di cottura per la preparazione non si superano i 1100 °C, giungendo così non a una vera e propria fusione ma ad un'incipiente fusione. Di questi leganti il più importante è la calce idraulica.

#### Scorificati
I leganti scorificati contengono un 24-29% di argilla e nella fase di preparazione si arriva fino ai 1350-1480 °C (fino a 1500 °C per il cemento alluminoso). In generale i leganti scorificati sono i cementi.